# Антипин, Виктор Владимирович
Ви́ктор Влади́мирович Анти́пин (род. 6 декабря 1992, Усть-Каменогорск) — российский хоккеист, защитник «Барыса». Обладатель Кубка Гагарина (2014, 2016). Мастер спорта России международного класса (2018).

## Карьера

### Клубная
Закончил хоккейную школу магнитогорского «Металлурга», в 2008 году выступал за «Металлург-2». С 2009 по 2012 годы играл в молодёжной команде «Стальные лисы».
Начиная с 2012 года начал выступать за первую команду «Металлурга». Выступал до 2017 года, выиграв два Кубка Гагарина.
После окончания контракта решил уехать в НХЛ и подписал однолетний контракт на $925 000 с «Баффало Сейбрз».

### В сборной
Серебряный призёр молодёжного чемпионата мира 2012 в составе сборной России.
С 2014 года, регулярно вызывается в основную команду сборной России. Дебют за сборную состоялся на кубке Карьяла 8 ноября 2014 в матче с Финляндией. В этом же сезоне играл на кубке Первого канала, а также на чешском этапе еврохоккейтура.
Трижды участвовал в составе сборной России на чемпионатах мира: в 2015 году завоевал серебряные награды, в 2016 и 2017 — бронзовые.

## Достижения
- Обладатель Кубка Харламова (2010)
- Серебряный призёр молодёжного чемпионата мира (2012)
- Участник Матча звёзд КХЛ 2013 в команде Морозова
- Двукратный обладатель Кубка Гагарина (2014, 2016)
- Признан лучшим защитником финальной серии розыгрыша Кубка Гагарина (2014)[3]
- По итогам сезона КХЛ 2014/15 получил приз «Джентльмен на льду»[4]

## Семья
Отец хоккеист Владимир Антипин, участник двух олимпийских турниров в составе сборной Казахстана.
Младший брат — хоккеист Вадим Антипин.

## Статистика
| Легенда | Легенда                    | Легенда | Легенда                   | Легенда | Легенда    |
| ------- | -------------------------- | ------- | ------------------------- | ------- | ---------- |
| И       | Количество проведённых игр | Штр     | Штрафное время            | +/−     | Плюс-минус |
| Г       | Голы                       | П       | Голевые передачи          | О       | Очки       |
| -       | Статистика неизвестна      | —       | Статистика не учитывалась |         |            |